# Чижевичский сельсовет
Чиже́вичский сельсовет — административная единица на территории Солигорского района Минской области Беларуси. Административный центр — агрогородок Жабин.

## История
Чижевичский сельский Совет с центром в д. Чижевичи был создан 20 августа 1924 года. 30 августа 1995 года центр перенесён в д. Жабин (с 15 декабря 2009 — агрогородок) без переименования сельсовета.
Названия:
- с ? — Чижевичский сельский Совет депутатов трудящихся
- с 7.10.1977 — Чижевичский сельский Совет народных депутатов
- с 15.3.1994 — Чижевичский сельский Совет депутатов[1].

Административная подчинённость:
- с 20 августа 1924 — в Старобинском районе
- с декабря 1962 — в Любанском районе
- с января 1965 — в Солигорском районе[1].

## Состав
Чижевичский сельсовет включает 34 населённых пункта:
- Брянчицы — деревня.
- Глядки — деревня.
- Дубочки — посёлок.
- Жабин — агрогородок.
- Забродские — деревня.
- Залесье — деревня.
- Застаринье — деревня.
- Зеленый Курган — посёлок.
- Дризгаловича — посёлок.
- Каменка — посёлок.
- Корчик — посёлок.
- Кулаки — деревня.
- Кулеши — деревня.
- Кутнево — деревня.
- Липники — посёлок.
- Малый Жабин — деревня.
- Мамыков — посёлок.
- Метявичи — деревня.
- Новый — посёлок.
- Отрубы — посёлок.
- Переток — посёлок.
- Пиваши — деревня.
- Погост-1 — деревня.
- Погост-2 — деревня.
- Подосинка — посёлок.
- Сахалин — посёлок.
- Сельцо — деревня.
- Томилова Гора — деревня.
- Хвалево — посёлок.
- Чижевичи — деревня.
- Чижовка — посёлок.
- Чирвоная Долина — посёлок.
- Шабуньки — деревня.
- Шаховница — посёлок.

## Культура
- Церковно-исторический музей Слуцкой епархии при приходе храма Покрова Пресвятой Богородицы д. Чижевичи